# Bréville-sur-Mer
 Bréville-sur-Mer  là một xã thuộc tỉnh Manche trong vùng Normandie tây bắc nước Pháp. Xã này nằm ở khu vực có độ cao trung bình 70 mét trên mực nước biển. sân gôn Granville nằm ở đây.